# Selma Üsük

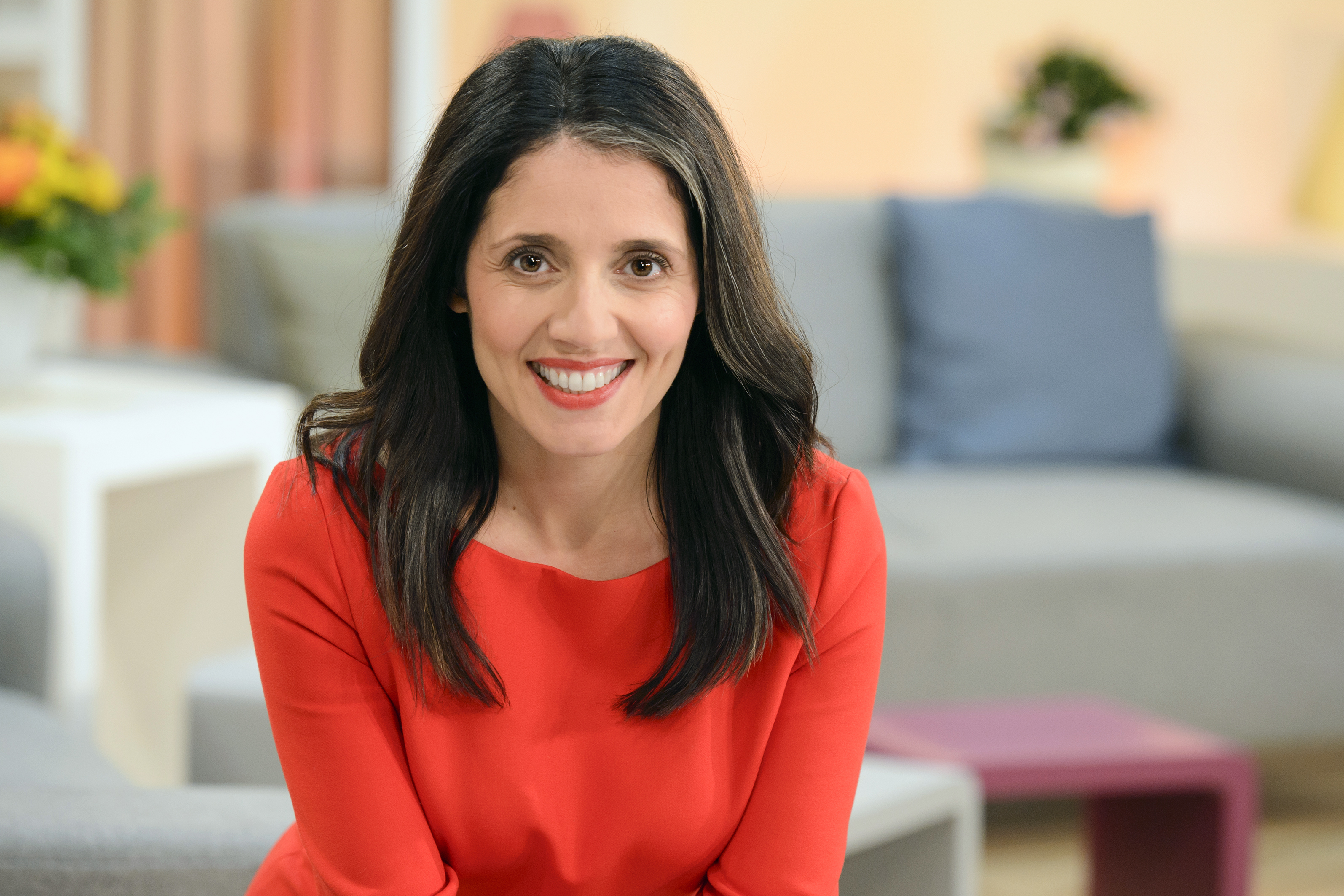
Selma Üsük (2015)

Selma Üsük (* 1974 in Friedberg) ist eine deutsche Journalistin sowie Hörfunk- und Fernsehmoderatorin.

## Leben und Karriere
Selma Üsük wurde 1974 als Tochter türkischer Eltern in Friedberg geboren. Nach dem Abitur studierte sie Germanistik und Soziologie an der Goethe-Universität in Frankfurt am Main. Ihre ersten journalistischen Erfahrungen sammelte sie als Mitarbeiterin bei der Kulturzeitung „Impuls“ in Bad Vilbel, für die sie unter anderem Bono von U2 interviewte. Nach mehreren Praktika, unter anderem beim Sender Freies Berlin und bei Antenne Bayern, wurde sie im November 2002 Redakteurin und Moderatorin im Hörfunk-Kulturprogramm hr2 des Hessischen Rundfunks (hr). Einem journalistischen Volontariat bei Radio NRW in Mülheim an der Ruhr folgend, kehrte sie im September 2004 zurück zum hr. Seitdem war sie als Reporterin und Redakteurin bei hr3 und hr-iNFO tätig. Seit 2009 übernahm sie auch regelmäßig die Urlaubsvertretung im ARD-Hörfunk-Studio in Los Angeles.
Üsük war von 2011 bis 2015 Nachrichtenmoderatorin im hr-fernsehen im Team von hessenschau kompakt. Sie präsentierte die nachmittägliche Nachrichtensendung sowie den Nachrichtenblock in der hessenschau um 19:30 Uhr. Seit April 2012 moderiert Üsük ebenfalls die nachmittägliche Service- und Unterhaltungssendung hallo hessen im hr-fernsehen. Seit 2016 moderiert sie darüber hinaus im Wechsel mit Cécile Schortmann das wöchentliche Kulturmagazin hauptsache kultur, ebenfalls im hr-fernsehen.